# Gears of War 2
Gears of War 2 är en tredjepersonsskjutare, utvecklat av Epic Games med chefsdesignern Cliff Bleszinski, och utgivet av Microsoft Game Studios till Xbox 360. Det är den andra delen i spelserien Gears of War. Spelet lanserades officiellt 7 november 2008 i Nordamerika, Storbritannien och Australien. Spelet har utvecklats tekniskt sett mot det förra spelet genom användning av ett tungt modifierad Unreal Engine 3 som inkluderar annorlunda ljussättning och fysiska effekter. Utvecklingslaget tog även in serietidningsförfattaren Joshua Ortega som hjälp med handlingen i spelet.
Den 28 augusti 2009 bekräftades det att en Game of the Year-version med 19 extra multiplayerbanor var på väg. Den släpptes i svenska butiker den 18 september samma år.

## Röstskådespelare
- John DiMaggio - Marcus Fenix / Franklin
- Carlos Ferro - Dominic 'Dom' Santiago
- Fred Tatasciore - Damon Baird / Tai Kaliso / Locust Drone / Boomer
- Lester Speight - Augustus 'Cole Train' Cole
- Nan McNamara - Anya Stroud
- Jamie Alcroft - Victor Hoffman
- Michael Gough - Anthony / Benjamin Carmine
- Charles Cioffi - Chairman Prescott / Adam Fenix
- Peter Jason - Dizzy Wallin / Hanley
- Courtney Ford - Maria Santiago
- Carolyn Seymour - Myrrah
- Robin Atkin Downes	- Minh Young Kim / Henny / Chaps / Niles Samson / Locust Kantus / Boomer / Sires
- Dee Bradley Baker - RAAM / Theron Guard / Locust Drone / Sires
- Nolan North - Jace Stratton / Gamma 3 Soldier / KR Pilot #3
- Leigh-Allyn Baker - KR Pilot #2 / COG Medic #1 / Centaur Driver #1
- Wally Wingert - Omega 1 Soldier / Charlie 6 Soldier / COG Medic #2
- Chris Cox - Beta 4 Soldier / Centaur Driver #2 / KR Pilot #1